# Scion Versions
Scion Versions est un label indépendant de musique électronique basé à Berlin, fondé par Peter Kuschnereit et René Löwe. Toutes les productions du label sont publiées sous leur pseudonyme commun Substance & Vainqueur.

## Discographie
- SV 01 - Substance & Vainqueur - Surface / Immersion (12")
- SV 02 - Substance & Vainqueur - Reverberation / Reverberate (12")
- SV 03 - Substance & Vainqueur - Remixes Chapter 1 (12")
- SV 04 - Substance & Vainqueur - Libration / Resonance (12")
- SV 05 - Substance & Vainqueur - Emerge (12") (réédition du maxi original sorti en 1995 sur Chain Reaction)
- SV 06 - Substance - Relish (12") (réédition du maxi original sorti en 1996 sur Chain Reaction, comprenant une remix inédite de Shed ainsi que les locked grooves originaux que l'on trouve sur le maxi "Scent" publié lui aussi sur Chain Reaction)